# 石川かほく農業協同組合
石川かほく農業協同組合（いしかわかほくのうぎょうきょうどうくみあい）は、石川県河北郡津幡町に本店を置く農業協同組合（JA）である。

## 沿革
- 1994年（平成6年）4月1日 - 内灘、津幡、中条、宇ノ気、七塚、高松の6JAが合併し「石川かほく農業協同組合」が設立。
- 1996年（平成8年） - JA津幡中央が合併。
- 2007年（平成19年）1月29日 - 店舗が再編され15支店から5支店となった。

## 営業区域
- 河北郡津幡町・内灘町
- かほく市

## 店舗
本店・津幡支店
- 河北郡津幡町清水チ329番地

分店・JAグリーンかほく
- 河北郡津幡町舟橋253番地

その他の店舗
- 内灘支店：河北郡内灘町大根布2丁目1番地
- 津幡東支店：河北郡津幡町七黒ち25番地
- 宇ノ気支店：かほく市宇野気チ75番地
- 高松支店：かほく市高松オ32番地1